# Championnat du Costa Rica de football 1939
Navigation
Saison précédente Saison suivante
La Primera División 1939 est la dix-neuvième édition de la première division costaricienne.
Lors de ce tournoi, le Orión FC a tenté de conserver son titre de champion du Costa Rica face aux cinq meilleurs clubs costariciens.
Chacun des six clubs participant était confronté deux fois aux cinq autres équipes.

## Les 6 clubs participants
| \| San José: Gimnástica Española CS La Libertad LD Alajuelense CS Cartagines I San José CS Herediano I San José Orión FC \| Localisation des clubs engagés dans le championnat. |
| San José: Gimnástica Española CS La Libertad LD Alajuelense CS Cartagines I San José CS Herediano I San José Orión FC                                                           |

| Club                | Stade                        | Capacité          | Ville      |
| LD Alajuelense      | Stade inconnu                | Capacité inconnue | Alajuela   |
| CS Cartagines       | Stade inconnu                | Capacité inconnue | Cartago    |
| Gimnástica Española | Stade inconnu                | Capacité inconnue | San José   |
| CS Herediano        | Stade inconnu                | Capacité inconnue | Heredia    |
| CS La Libertad      | Stade national du Costa Rica | 25 500            | San José   |
| Orión FC            | Stade Lito Monge             | 27 500            | Curridabat |

## Compétition
Les six équipes s'affrontent à deux reprises selon un calendrier tiré aléatoirement. 
Le classement est établi sur l'ancien barème de points (victoire à 2 points, match nul à 1, défaite à 0).
Le départage final se fait selon les critères suivants :
- Le nombre de points.
- Un match de départage.

### Classement
| Rang | Équipe              | Pts | J  | G | N | P | Bp | Bc | Diff |
| ---- | ------------------- | --- | -- | - | - | - | -- | -- | ---- |
| 1    | LD Alajuelense      | 17  | 10 | 8 | 1 | 1 | 49 | 19 | +30  |
| 2    | CS Herediano        | 14  | 10 | 6 | 2 | 2 | 34 | 25 | +9   |
| 3    | Orión FC (T)        | 9   | 10 | 3 | 3 | 4 | 25 | 34 | -9   |
| 4    | CS La Libertad      | 7   | 10 | 2 | 3 | 5 | 23 | 35 | -12  |
| 5    | Gimnástica Española | 7   | 10 | 3 | 1 | 6 | 23 | 33 | -10  |
| 6    | CS Cartagines       | 6   | 10 | 1 | 4 | 5 | 26 | 44 | -18  |

| Légende : Abréviations | Légende : Abréviations |
| ---------------------- | ---------------------- |
|                        | (T) : Tenant du titre  |

## Bilan du tournoi
| Tableau d'Honneur |                |
| Compétition       | Vainqueur      |
| Primera División  | LD Alajuelense |